# مايكل توماس (لاعب كرة قدم)
مايكل توماس (بالإنجليزية: Michael Thomas)‏ (و. 1989  م) هو لاعب كرة قدم أمريكية، من الولايات المتحدة، ولد في هيوستن، تكساس، يلعب كمُؤمن ‏.

## التعليم
تعلم في جامعة ستانفورد.

## روابط خارجية
- مايكل توماس على موقع مرجع كرة القدم المحترفة.كوم (الإنجليزية)